# Герстлен
Герстле́н (фр. Guerstling) — коммуна во французском департаменте Мозель региона Лотарингия. Относится к кантону Бузонвиль.

## Географическое положение
Герстлен расположен в 38 км к северо-востоку от Меца на границе с немецкой землёй Саар. Соседние коммуны: германская коммуна Валлерфанген на востоке, Бузонвиль на юго-западе, Фильстроф на западе.
Стоит на реке Нид.

## История
- Коммуна бывшего герцогства Лотарингия сеньората Берю на границе с Сааром.
- В 1808—1815 годах входил в прусскую деревню Ихн (ныне часть коммуны Валлерфанген).

## Демография
По переписи 2008 года в коммуне проживало 384 человека.	

## Достопримечательности
- Следы галло-романской культуры.
- Церковь Сен-Морис, построена в 1830 году в стиле гранж.